# Neserigone torquipalpis
Neserigone torquipalpis är en spindelart som först beskrevs av Ryoji Oi 1960.  Neserigone torquipalpis ingår i släktet Neserigone och familjen täckvävarspindlar. Inga underarter finns listade i Catalogue of Life.